# Пикадор

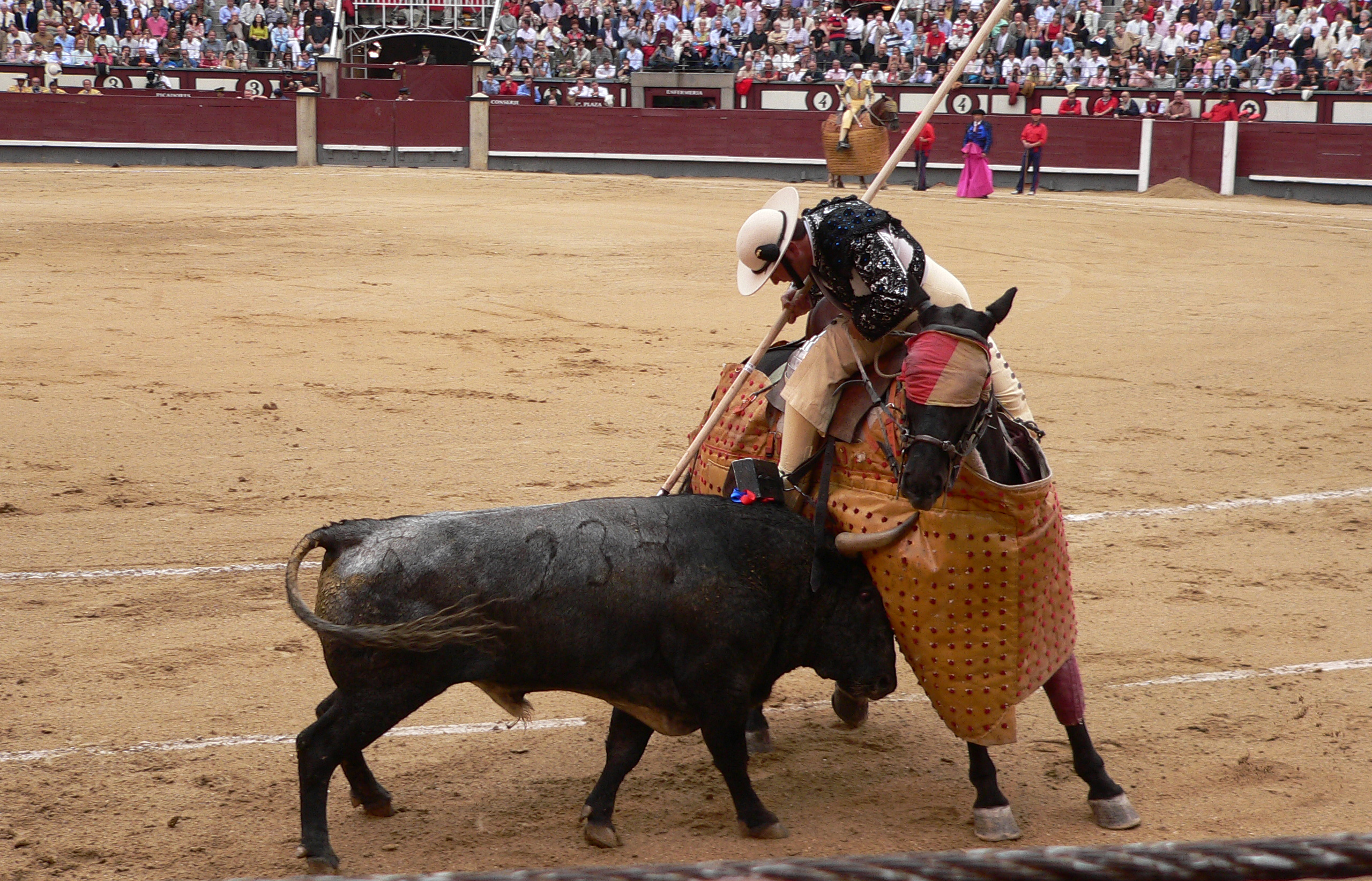
Современный пикадор

Пикадо́р (исп. picador от picar колоть) — в корриде участник на лошади, вооружённый специальной пикой, которой  наносит удары в загривок боевого быка, чтобы ослабить мускулы его шеи и убедиться в его реакции на боль. Это также понижает агрессивность атаки.

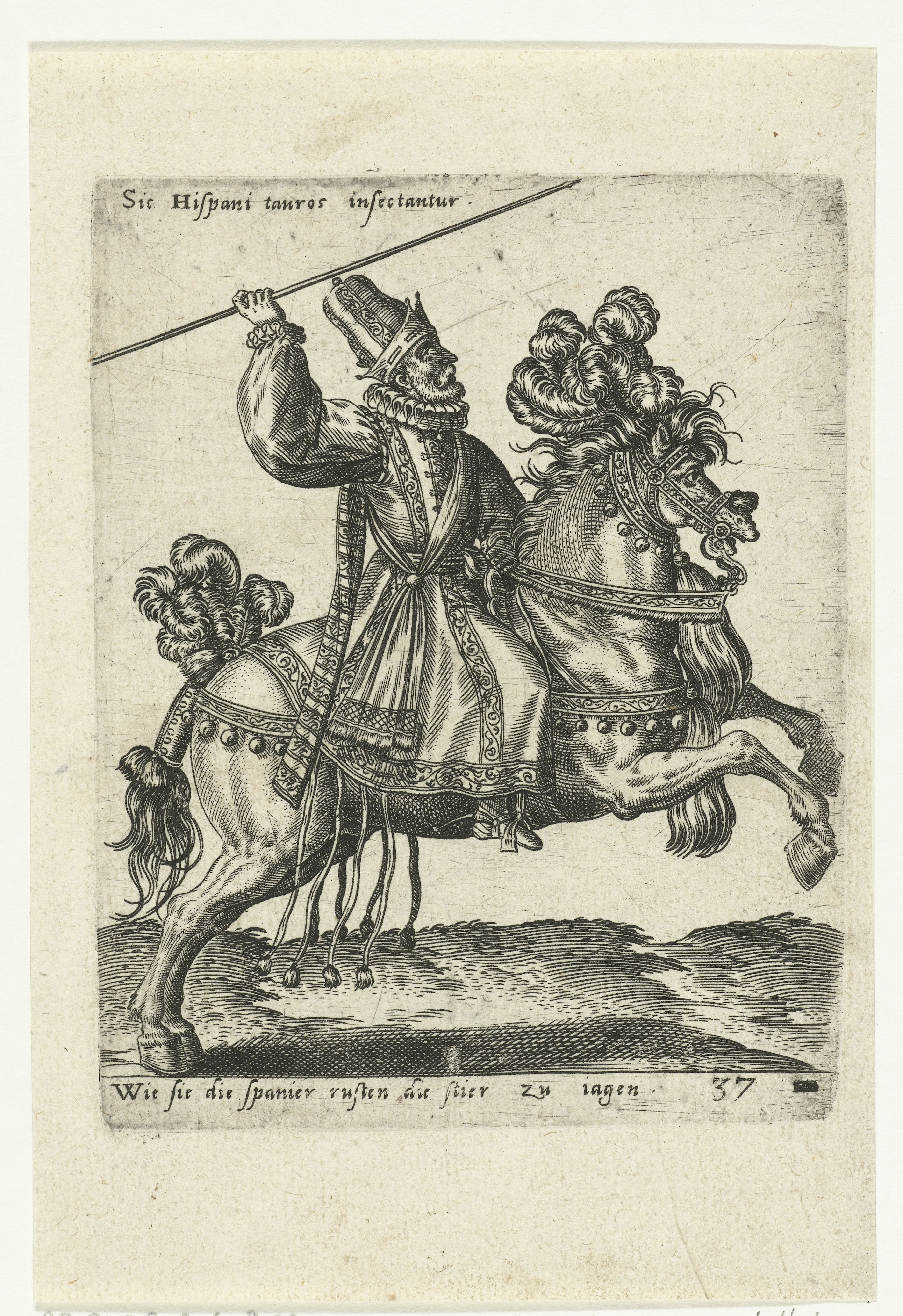
Испанский пикадор. Гравюра из альбома Авраама де Брейна, 1577 г.

Два пикадора участвуют в первой фазе корриды — tercio de varas.
Пикадор — не самостоятельный участник, он входит в квадрилью матадора.
Костюм и инструменты пикадора:
Castoreño: Жёсткая шляпа из бобрового фетра, медового цвета. Украшается бантом.
Chaquetilla: Куртка, вышитая золотом, но без бахромы.
Calzón: Короткие штаны, сделанные из замши, цвета кости.
Puya: На конец пики надевается остриё пирамидальной формы размером 29 мм в высоту и 20 мм в основании каждого треугольника. Крестовидный упор предотвращает вонзание острия в кожу быка более, чем допустимо.
Peto: Защита лошади, сделанная из брезента и набитая ватой.
Hierros: Доспехи, используемые для защиты ног тореро. Левая, которая короче, предотвращает удар о барьер арены при атаке быка. Правая, известная как «mona», защищает от прямых ударов.